# Brilliance V7

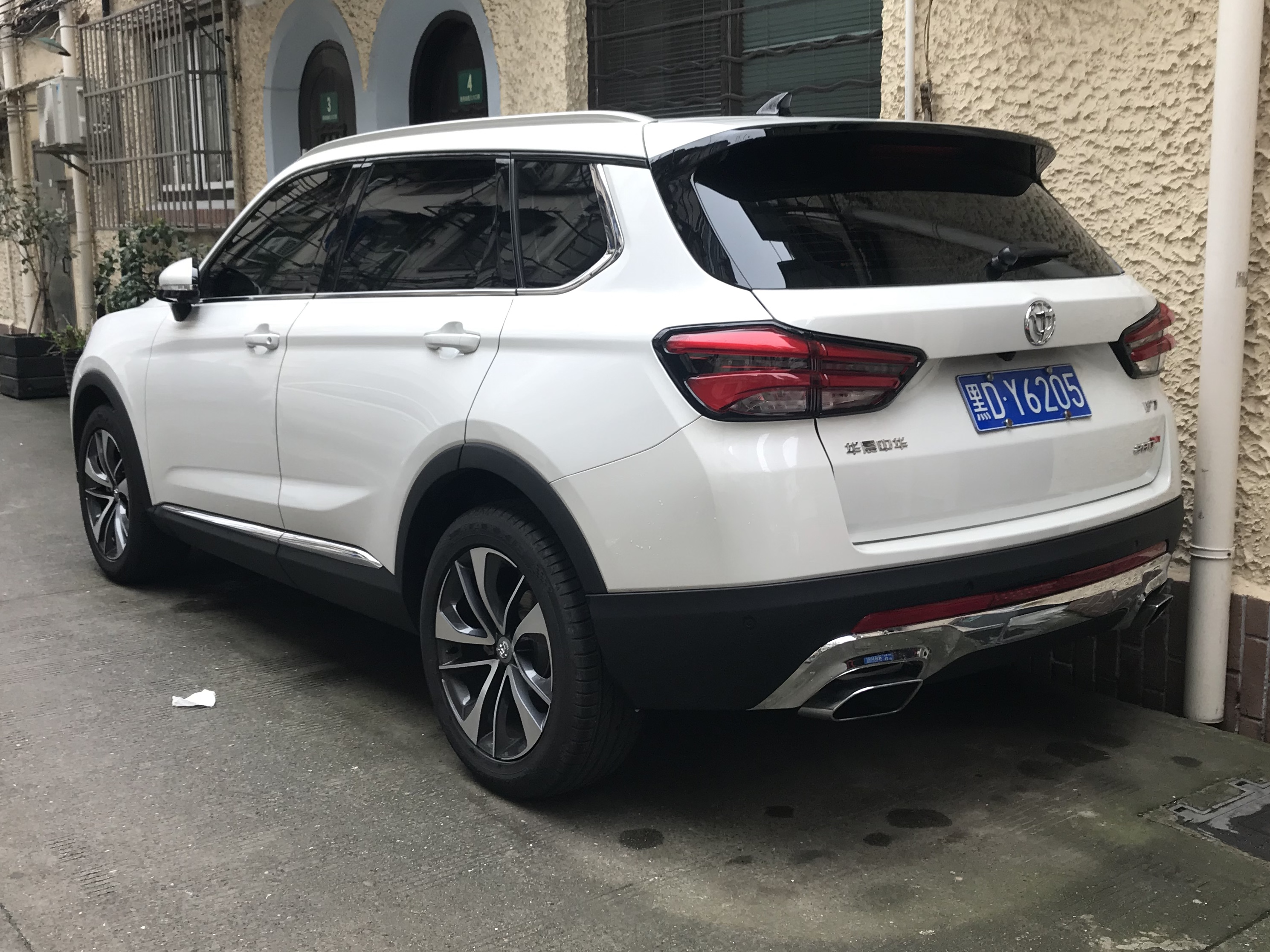
Вид сзади

Brilliance V7 — среднеразмерный кроссовер, выпускавшийся китайской автомобилестроительной компанией Brilliance China Auto под брендом Zhonghua с 2018 по 2020 год.

## Описание
Brilliance V7 являлся семиместной модификацией Brilliance V6. Впервые автомобиль был представлен в 2017 году на автосалоне в Гуанчжоу. Его цены варьировались от 108700 до 194700 юаней. Продажи начались в июне 2018 года.

## Технические характеристики
Brilliance V7 выпускался на платформе BMW UKL. Первоначально автомобиль оснащался 1,6-литровым двигателем PSA EW мощностью 150 кВт (204 л. с.) с турбонаддувом, который сочетался в паре с шестиступенчатой механической трансмиссией. В сентябре 2019 года 1,6-литровый двигатель был заменён 1,8-литровым мощностью 170 кВт (231 л. с.) с турбонаддувом.
|                           | 280T                       | 300T                       |
| Годы производства         | 06.2018—07.2019            | 07.2019—11.2020            |
| Тип                       | Бензиновый двигатель       | Бензиновый двигатель       |
| Объём                     | 1598 см³                   | Н/Д                        |
| Мощность при об/мин       | 150 кВт (204 л. с.) / 6000 | 170 кВт (231 л. с.) / 6000 |
| Крутящий момент           | 280 Н⋅м / 1800—4500        | 300 Н⋅м / 1800—5000        |
| Привод                    | Передний                   | Передний                   |
| Трансмиссия               | 6-скор. МКПП               | 7-скор. DCT                |
| Трансмиссия (опционально) | (7-скор. DCT)              | —                          |
| Разгон до 100 км/ч        | 9,1 сек.                   | 8,7 сек.                   |
| Расход топлива (л/100 км) | 6,6 л                      | Н/Д                        |